# Coppa dell'Uzbekistan 2024
La Coppa dell'Uzbekistan 2024, denominata O‘zbekiston Kubogi  è stata la 33ª edizione della manifestazione calcistica. È iniziata il 1 aprile 2024 e si è conclusa il 5 ottobre 2024.
Il torneo ha visto vincere l'Andijon per il primo trofeo conquistato nella sua storia.

## Calendario
| Fase        | Turno            | Andata                           | Ritorno                          |
| ----------- | ---------------- | -------------------------------- | -------------------------------- |
| Fase finale | Ottavi di finale | 2-3-4-5-6 Luglio 2024            | 2-3-4-5-6 Luglio 2024            |
| Fase finale | Quarti di finale | 6º-7 agosto 2024, 15 agosto 2024 | 6º-7 agosto 2024, 15 agosto 2024 |
| Fase finale | Semifinali       | 30 Settembre 2024                | 30 Settembre 2024                |
| Fase finale | Finale           | 5 Ottobre 2024                   | 5 Ottobre 2024                   |

## Partite

### Fase finale

#### Ottavi di finale
| Squadra 1         | Risultato       | Squadra 2       |
| ----------------- | --------------- | --------------- |
| Olympic II        | 1 - 2 (dts)     | Khorazm         |
| Mash'al           | 1 - 3           | Qizilqum        |
| Metallurg Bekabad | 1 - 1 (6-7 dtr) | Surchan Termez  |
| Olympic Tashkent  | 0 - 1           | Andijon         |
| Bunyodkor         | 2 - 1           | Qiziriq         |
| Navbahor Namangan | 1 - 0           | Buxoro          |
| Aral Nukus        | 0 - 1           | Paxtakor        |
| So'g'diyona       | 1 - 0           | Neftchi Fergana |

#### Quarti di finale
| Squadra 1      | Risultato | Squadra 2         |
| -------------- | --------- | ----------------- |
| Surchan Termez | 3 - 1     | Khorazm           |
| So'g'diyona    | 2 - 3     | Navbahor Namangan |
| Qizilqum       | 0 - 3     | Andijon           |
| Bunyodkor      | 0 - 1     | Paxtakor          |

#### Semifinali
| Squadra 1 | Risultato       | Squadra 2         |
| --------- | --------------- | ----------------- |
| Andijon   | 0 - 0 (6-7 dtr) | Surchan Termez    |
| Paxtakor  | 0 - 0 (6-7 dtr) | Navbahor Namangan |

#### Finale
| Fergana 5 ottobre 2024, ore 14:00 CEST Gara 45                                                                | Navbahor Namangan | 2 – 3 (d.t.s.)                            | Andijon | Stadio Istiqlol (68 500 spett.) |
| \| \| \| \| \| 53’Ismoilov 120’ Mamatkazin (org) \| Marcatori \| 82’ Toirov 116’ Mamatkazin 120+3’ Bubanja \| |                   |                                           |         |                                 |
| |                   |                                           |         |                                 |
| 53’Ismoilov 120’ Mamatkazin (org)                                                                             | Marcatori         | 82’ Toirov 116’ Mamatkazin 120+3’ Bubanja |         |                                 |

| Navbahor Namangan | Andijon |

|                 |    |                       |     |     |
|                 |    |                       |     |     |
| P               | 35 | Sandzhar Kuvvatov     |     |     |
| C               | 14 | Jamshid Boltaboev     |     | 82’ |
| C               | 23 | Jovan Dokic           | 54’ | 70’ |
| C               | 8  | Siavash Haghnazari    |     |     |
| C               | 10 | Jamshid Iskanderov    |     |     |
| C               | 77 | Abrorbek Ismoilov     |     | 70’ |
| D               | 13 | Filip Ivanovic        |     |     |
| C               | 9  | Odildzhon Khamrobekov |     | 60’ |
| D               | 12 | Saidazamat Mirsaidov  |     | 60’ |
| A               | 21 | Giorgi Nikabadze      | 90’ |     |
| D               | 34 | Farrukh Sayfiyev      |     |     |
| A disposizione: |    |                       |     |     |
| D               | 24 | Doston Abdulkhaev     |     |     |
| C               | 7  | Doston Abdulkhaev     |     |     |
| A               | 71 | Navrozbek Iminjonov   |     | 82’ |
| A               | 17 | Ruslanbek Jiyanov     |     | 70’ |
| C               | 20 | Muzaffar Muminov      |     |     |
| A               | 11 | Sardor Rashidov       |     |     |
| P               | 18 | Eldorbek Suyunov      |     |     |
| A               | 22 | Toma Tabatadze        |     |     |
| C               | 55 | Komilzhon Tozhidinov  |     | 60’ |
| Allenatore:     |    |                       |     |     |
| Sergey Lushchan |    |                       |     |     |

|                     |    |                       |     |     |
|                     |    |                       |     |     |
| P                   | 1  | Eldor Adhamov         |     |     |
| D                   | 10 | Ilhom Abduganiyev     |     |     |
| D                   | 13 | Sardorbek Azimov      |     |     |
| D                   | 8  | Farkhod Bekmuradov    |     | 58’ |
| D                   | 15 | Vladimir Bubanja      |     |     |
| C                   | 5  | Abdulvokhid Gulomov   |     |     |
| C                   | 14 | Abdurakhmon Komilov   | 37’ | 83’ |
| D                   | 21 | Ildar Mamatkazin      |     |     |
| A                   | 17 | Farkhod Sokhibzhonov  |     | 68’ |
| C                   | 26 | Mukhammadkarim Toirov |     | 83’ |
| A                   | 77 | Rustam Turdimurodov   |     | 58’ |
| A disposizione:     |    |                       |     |     |
| C                   | 71 | Bektemir Abdumannonov |     |     |
| D                   | 66 | Ilkhom Alizhonov      |     |     |
| C                   | 9  | Levan Arveladze       |     | 58’ |
| P                   | 12 | Mohirbek Komilov      |     |     |
| A                   | 28 | Islambek Mamatkazin   |     |     |
| A                   | 19 | Abinur Nurymbet       |     |     |
| A                   | 99 | Šaḩrom Samiev         |     |     |
| C                   | 18 | Damir Temirov         |     | 83’ |
| A                   | 51 | Luka Zgurskiy         |     | 68’ |
| Allenatore:         |    |                       |     |     |
| Aleksandr Khomyakov |    |                       |     |     |

## Classifica marcatori
| Gol | Rigori |  | Giocatore        | Squadra      |
| --- | ------ |  | ---------------- | ------------ |
| 4   | 1      |  | Ali Abdurahmonov | OKMK Olmaliq |